# Hansi Schwarz
Hans Carl "Hansi" Schwarz (16. marts 1942 i München – 10. januar 2013 i Lund) var en svensk musiker (guitar og banjo), kultureentreprenør og festivalarrangør. 
Schwarz kom til Sverige som treårig med de "hvide busser" i 1945.
I 1958 kom han til Västervik hvor han bosatte sig, og fik svensk statsborgerskab i 1975. I 1961 blev han medlem af West Bay Singers, og senere også medlem af Hootenanny Singers. Efter studentereksamen ved Västerviks gymnasium i 1964 og flere år på turné med Hootenanny Singers studerede Schwarz psykologi ved Lunds universitet, hvor han boede på Johan Henrik Thomanders studenthem og hvor han også udøvede spex. Hootenanny Singers blev opløst i 1974. Senere blev bandet genoplivet i 1979 hvor det stod på i nogle år.
I 1968 blev han arrangør af Visfestivalen i Västervik sammen med sine gamle tekniklærer Lars Hjalmar "Frosse" Frosterud (1930–2000), og var siden 1978 eneansvarlig for hele arrangementet.